# Maladera prenai
Maladera prenai är en skalbaggsart som beskrevs av Ahrens 2004. Maladera prenai ingår i släktet Maladera och familjen Melolonthidae. Inga underarter finns listade i Catalogue of Life.